# Kizz My Black Azz
Kizz My Black Azz è un EP del rapper del gruppo N.W.A., MC Ren. Pubblicato nel 1992 da Ruthless e Priority. L'album debuttò alla posizione #10 e #12 della Billboard e vince il Disco d'oro.
| Recensione           | Giudizio |
| -------------------- | -------- |
| AllMusic             | [ 1 ]    |
| Entertainment Weekly | B-       |
| Los Angeles Times    | [ 4 ]    |
| The Source           | [ 5 ]    |
| RapReviews           | [ 6 ]    |

## Tracce
1. Intro: Check It Out Y'all – 2:01 – DJ Bobcat
2. Behind The Scenes – 4:37 – DJ Bobcat
3. Final Frontier – 4:11 – DJ Bobcat
4. Right Up My Alley – 5:37 – DJ Bobcat
5. Hounddogz – 4:34 – The Torture Chamber, DJ Train & MC Ren
6. Kizz My Black Azz – 4:18 – DJ Bobcat

## Classifiche

### Classifiche settimanali
| Classifica (1992)         | Posizione massima |
| ------------------------- | ----------------- |
| Stati Uniti               | 12                |
| US Top R&B/Hip-Hop Albums | 10                |

### Classifiche di fine anno
| Classifica (1992)         | Posizione massima |
| ------------------------- | ----------------- |
| US Top R&B/Hip-Hop Albums | 58                |